# 長豊橋
長豊橋（ながとよばし）は、国道408号の利根川に架かる橋である。
歩道を設置しておらず、また車道の路肩も極めて狭い。

## 概要
茨城県稲敷郡河内町田川と千葉県成田市竜台とを結ぶ橋として、1968年（昭和43年）2月15日に開通した。全長509.6 m、幅員7.0 m。千葉県側827 m、茨城県側284 mの取り付け道路は両県が受け持ち、主要地方道路成田江戸崎線（現在は国道408号）がそれにより完成した。協議により長豊橋の管理者は茨城県知事として、管理費は千葉・茨城両県で折半としている。
かつてから、周辺住民達は利根川架橋の必要性を唱え、特に茨城県側の長竿村の村長を中心に運動を展開。茨城県側からは長竿村・金江津村（ともに現在の河内町）、千葉県側からは、豊住村・滑河町（ともに現在の成田市）が運動を展開し、架橋建設の気運が高まり、両県に跨ることから予算調整等の困難を乗り越え、建設へと漕ぎ着ける事になる。また、長豊橋の名前の由来は、長竿村の「長」と豊住村の「豊」に由来する。
現在、成田とつくば方面とを結ぶ基幹道路となっているが、片側1車線通行であり、千葉県側の国道356号と交わる長豊橋交差点では、右折車による慢性的な交通渋滞が発生している。渋滞を解消するため、上流側の茨城県北相馬郡利根町と千葉県印旛郡栄町を結ぶ若草大橋有料道路が2006年（平成18年）4月18日に開通した。しかし、それでも朝夕の通勤時や休日などには交通渋滞が起こり抜本的な解決にはなっていなかったが、2001年（平成13年）度から茨城県竜ヶ崎土木事務所により長豊橋の右折車線を増設する交差点改良工事が行われ、2007年（平成19年）7月に完成。渋滞が緩和されている。
- 形式 - 鋼3径間連続鈑桁橋+鋼単純下路ランガー橋3連+鋼2径間連続鈑桁橋
- 橋格 - 1等橋 (TL-20)
- 橋長 - 509.600 m
  - 支間割 - (3×53.000 m) + 3×80.160 m +(2×53.000 m)
- 幅員
  - 総幅員 - 7.700 m
  - 有効幅員 - 7.000 m
- 床版 - 鉄筋コンクリート
- 施工 - 宮地鐵工所[注釈 1]
- 架設工法 - ケーブルエレクション工法

## 隣の橋
- 利根川

（上流） - 栄橋 - 若草大橋 - 長豊橋 - 常総大橋 - 新利根川橋（圏央道） - （下流）